# Línea PSC3 (AUVASA)
La línea PSC3 de AUVASA es una línea laboral. Cruza Valladolid de este a oeste, desde los barrios de Las Flores, Pajarillos y Las Delicias hasta el polígono industrial de Argales, el paseo de Zorrilla y el barrio de Parquesol.

## Frecuencias
| DÍA                | LUGAR DE SALIDA | HORARIOS DE SALIDA |
| ------------------ | --------------- | ------------------ |
| Laborables         | LAS FLORES      | 5:15 y 6:15        |
| Sábados y festivos | SIN SERVICIO    | -                  |

- Durante el mes de agosto el único servicio sale a las 6:15.

## Paradas
| Hacía Parquesol                                         | Correspondencia con líneas: |
| ------------------------------------------------------- | --------------------------- |
| C/ Azucena 18 esq. Dalia                                | -                           |
| C/ Azalea esq. Flor de Acebo                            | -                           |
| C/ Santa María de la Cabeza fte. 9                      | -                           |
| C/ Santa María de la Cabeza fte. 39                     | -                           |
| C/ Villabáñez 131 esq. Cº Viejo del Polvorín            | -                           |
| C/ Villabáñez 55 esq. Golondrina                        | -                           |
| Pº Juan Carlos I esq. Abejaruco                         | -                           |
| C/ Puente la Reina 67                                   | -                           |
| C/ Templarios 6 esq. Puente la Reina                    | -                           |
| C/ Cigüeña 43 esq. Villabáñez                           | PSC2                        |
| C/ Cigüeña 21                                           | PSC2                        |
| C/ Cigüeña 1 esq. Pº San Isidro                         | PSC2                        |
| Pº San Vicente 16 esq. Álava                            | -                           |
| Avda. Segovia fte. 57                                   | P6 P13                      |
| C/ Embajadores 4 esq. Pº Farnesio                       | P6 P13                      |
| Avda. Segovia fte. Ig. del Carmen                       | P6 P13                      |
| C/ Embajadores 60 fte. Esc. Oficial de Idiomas          | P6                          |
| C/ Embajadores 74 esq. Hornija                          | P6                          |
| C/ Transición 3                                         | P6                          |
| Ctra. Arcas Reales fte. Centro Madrid                   | P6                          |
| C/ Daniel del Olmo fte. 20 ITV                          | P6                          |
| Avda. El Norte de Castilla 14                           | P1 P2 P6 P7 PSC1            |
| Avda. El Norte de Castilla fte. 19                      | P1 P2 P6 P7 PSC1            |
| Avda. El Norte de Castilla 48                           | P1 P2 P6 P7 PSC1            |
| C/ Vázquez de Menchaca 40                               | P1 P2 P6 P7 PSC1            |
| C/ Bronce 3 AUVASA                                      | P1 P2 P6 P7 PSC1            |
| C/ Vázquez de Menchaca 19                               | P1 P2 P6 P7 PSC1            |
| C/ Vázquez de Menchaca 9                                | P1 P2 P6 P7 PSC1            |
| C/ Vázquez de Menchaca 5                                | P1 P2 P6 P7 PSC1            |
| Solo en el servicio de las 6:15                         |                             |
| C/ Daniel del Olmo 9                                    | -                           |
| Pº Zorrilla 101 LAVA                                    | P13                         |
| Pº Zorrilla 65 fte. centro comercial                    | P13                         |
| Pza. Juan de Austria fte. centro comercial              | -                           |
| C/ Dr. Villacián Mº de Prado                            | -                           |
| C/ Dr. Villacián fte. 5 fte. Mariano de los Cobos       | -                           |
| C/ Hernando de Acuña parc. 21 esq. Juan de Valladolid   | -                           |
| C/ Hernando de Acuña 18 esq. Manuel Silvela             | -                           |
| C/ Hernando de Acuña 46                                 | -                           |
| C/ Hernando de Acuña esq. Padre Llanos                  | -                           |
| C/ Manuel Azaña 24 fte. Juan García Hortelano           | -                           |
| C/ Manuel Azaña 56                                      | -                           |
| C/ Federico Landrove Moiño 11                           | -                           |
| C/ Eusebio González Suárez fte. Federico Landrove Moiño | PSC1                        |
| C/ Adolfo Miaja de la Muela fte. Padre Llanos           | -                           |